# All You Need Is Love (film)
All You Need Is Love – Meine Schwiegertochter ist ein Mann (tj. Všechno, co potřebuješ, je láska – Moje snacha je muž) je německý hraný film z roku 2009, který režíroval Edzard Onneken. Televizní komedie pojednává o coming outu na bavorském venkově.

## Děj
Rozvedená Katharina Remminger žije v alpské vesničce v Bavorsku. Jednoho dne dostane dopis od svého syna Hanse, který v Berlíně studuje architekturu, že by si chtěl vzít Nicki. Katharina Nicki ještě nikdy neviděla a proto netuší, že to není dívka, ale muž. Když tedy přijedou, v panice neví, jak má zareagovat a řekne jim, že u ní v domě nemohou zůstat, takže se musí ubytovat v místním penzionu. Katharina je zoufalá, neví co má dělat a svěří se své nejlepší přítelkyni Rosi. Druhého dne jsou Hans a Nicky přistiženi jedním z vesničanů, jak se líbají a krátce nato o Hansově homosexualitě ví celá vesnice. Také Hansův otec Christian nechce zpočátku synovu homosexualitu akceptovat a na radu jednoho z přátel jej vezme do nevěstince, čímž se jejich vztah ještě více zhorší. Christian je navíc ve stresu, neboť otevírá nový autosalon a jeho druhá žena Vera začne po vsi rozhlašovat, že Hans není Christianův biologický otec, protože se bojí, že by přišli o zákazníky. Katharina je vypuzena z místního církevního sboru a odvrátí se od ní i její nejlepší kamarádka Rosi. Když se Hans popere v hostinci se svým bývalým spolužákem, Nicky se rozhodne odjet do Berlína a poté odjede i Hans. Během synovy návštěvy se Katharina a Christian opět sblíží a společně odjedou do Berlína, aby Hanse a jeho přítele ubezpečili o své podpoře. Vesničanům se po čase vše rozleží v hlavě a Hans s Nickim mohou uskutečnit svou svatbu ve vsi. Všichni jim přejí štěstí a kostelní sbor zazpívá píseň „All You Need Is Love“.

## Obsazení
| Saskia Vester             | Katharina Remminger  |
| Andreas Helgi Schmid      | Hans Remminger       |
| Manuel Witting            | Nicki                |
| Jürgen Tonkel             | Christian Remminger  |
| Jenny Elvers-Elbertzhagen | Vera Remminger       |
| Franziska Traub           | Rosi                 |
| Katharina Müller-Elmau    | Gerhild Huber        |
| Stefan Merki              | Dr. Christian Rappel |
| Frank Röth                | farář Schmidtbauer   |
| Maverick Quek             | Murasaki             |
| Wolfgang Fischer          | Moosleitner          |
| Johannes Herrschmann      | Alois                |
| Kerstin Dietrich          | Andrea               |
| Frederic Linkemann        | Clemens              |

## Natáčení
Natáčení probíhalo od května 2009 v hornobavorské obce Bad Bayersoien a v Mnichově. Oproti filmovým venkovanům byli reální obyvatelé projektu přátelsky nakloněni.
V době filmového natáčení využívalo Bavorsko možnost danou spolkovým zákonem o registrovaném partnerství a neumožňovalo uzavírání partnerství na matričním úřadu, ale výhradně u notáře. FDP přeložila v prosinci 2008 návrh na úpravu zákona, který byl přijat 1. července 2009 a vstoupil v platnost 1. srpna, takže uzavírání partnerství je možné i na matrice.